# Testamento di `Abdu'l-Bahá

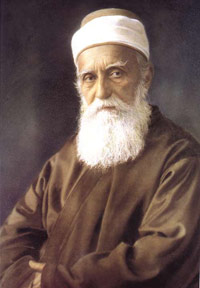
'Abdu'l-Bahá

Il testamento di `Abdu'l-Bahá, documento scritto in tre fasi e uno fra i testi base della letteratura bahá'í, è strettamente connesso con il Kitáb-i-Aqdas di Bahá'u'lláh, il fondatore della religione bahá'í nonché padre di 'Abdu'l-Bahá stesso. 
È considerato dai bahá'í uno dei testi fondanti dell'ordine amministrativo bahá'í; in esso `Abdu'l-Bahá statuì l'autorità del Custode della Fede e della Casa Universale di Giustizia, l'organo governante della Comunità mondiale bahá'í.. Assieme alle Tavole del Piano divino e alla Tavola del Carmelo sono stati indicati da Shoghi Effendi come le fondamenta costitutive dell'amministrazione bahá'í.

## Testamento
Il testamento di `Abdu'l-Bahá illustra il suo ruolo quale Centro del Patto, e, assieme al patto bahá'í, è un punto cruciale della Fede bahá'í e della sua organizzazione.
In esso 'Abdu'l-Bahá descrive le circostanze in cui ha operato, i contrasti e le macchinazioni di alcuni avversari che ha dovuto affrontare, regola e disciplina gli affari della Fede bahá'í nomina suo successore e Custode della fede il nipote Shoghi Effendi. 
Perfeziona la struttura amministrativa della Fede bahá'í, definisce l'istituzione delle Assemblee spirituali a livello nazionale e i loro meccanismi elettorali, e quelli della Casa Universale di Giustizia.
Il testamento, scritto in tre sezioni separate e in circostanze diverse, è un atto complesso e unitario al tempo stesso, che riporta le ultime volontà di 'Abdu'l-Bahá.

## Elementi fondamentali bahai
'Abdu'l-Bahá rileva che gli insegnamenti fondamentali della fede bahá'í portano all'amore verso tutto il genere umano.
Delucida la doppia funzione del Báb come Manifestazione di Dio e come precursore di Bahá'u'lláh e descrive il ruolo di Bahá'u'lláh stesso; spiega che la più grande di tutte le cose è la protezione della Vera Fede di Dio e il servizio alla Sua Parola.
Oh amati del Signore! In questa sacra Dispensazione i conflitti e le contese non sono in alcun modo permessi. Ogni aggressore si priva della grazia di Dio. È dovere di ciascuno di mostrare perfetto amore, massima rettitudine di condotta, dirittura e gentilezza sincera verso tutti i popoli, e tutte le razze del mondo, siano essi amici o sconosciuti. Così intenso sia lo spirito d'amore e di gentilezza amorosa, che lo sconosciuto trovi in noi un amico e il nemico un vero fratello, non esistendo alcuna differenza fra loro.
il Santissimo Eccelso (il Báb), è la Manifestazione dell'Unità e dell'Unicità di Dio ed è il Precursore dell'Antica Bellezza (Bahá'u'lláh)..
La Santissima Bellezza d'Abhá, Bahá'u'lláh, (possa la mia vita essere offerta in olocausto per i suoi amici fedeli) è la Suprema Manifestazione di Dio, l'Alba della Sua Più Divina Essenza. Tutti gli altri sono Suoi servi e operano per Suo comando.

### Il Patto
`Abdu'l-Bahá descrive le virtù e i poteri del Patto istituito da Bahá'u'lláh. Descrive anche le sofferenze patite a causa di chi non fu fedele al Patto, compresi Mírzá Yahyá, che si era rivoltato contro Bahá'u'lláh, e Mírzá Muhammad `Alí che aveva aggredito lui stesso.
(Testamento di `Abdu'l-Bahá)

### Custodia della Causa
`Abdu'l-Bahá stabilì l'istituzione della Custodia della Causa come organo ereditario delineandone le funzioni essenziali nell'interpretazione degli scritti bahá'í.
Stabilì che il Custode aveva il diritto di nominare le Mani della Causa.

### Casa Universale di Giustizia
Definì quindi il sistema elettorale della Casa Universale di Giustizia, ribadendo che solo essa ha il potere e l'autorità di emanare leggi su argomenti che non siano espressamente previsti nei Sacri Testi bahai.
in ogni paese deve essere istituita una Casa secondaria di Giustizia e queste Case secondarie di Giustizia devono eleggere i membri di quella Universale. 
A questa istituzione devono deferirsi tutti gli affari. Essa emana tutte quelle ordinanze e quei regolamenti che non si trovano esplicitamente esposti nel Testo Sacro. Questa istituzione deve risolvere tutti i problemi difficili e il Custode della Causa di Dio ne è il sacro capo ed illustre membro a vita.
Questi membri (della Casa Universale di Giustizia) hanno l'obbligo di riunirsi in un determinato luogo e deliberare su tutti i problemi che siano stati causa di dissensi, su questioni che siano oscure e su argomenti che non siano espressamente menzionati nel Libro. Qualsiasi cosa essi decidano ha lo stesso effetto del Testo»
(Testamento di `Abdu'l-Bahá)

### Mani della Causa
Il testamento di `Abdu'l-Bahá ha definito anche i doveri e le funzioni delle Mani della Causa, che comprendono l'insegnamento della Fede bahai, l'espulsione di chi si pone contro la fede, l'elezione di nove tra loro per assistere il Custode della Causa e per confermare la scelta del successore del Custode stesso.
Le Mani della Causa di Dio devono eleggere in mezzo a loro nove persone che dovranno essere costantemente occupate nell'importante servizio d'aiutare nel suo lavoro il custode della Causa di Dio.
L'elezione di questi nove dev'essere effettuata o all'unanimità o a maggioranza di voti dalla compagnia delle Mani della Causa di Dio ed essi devono dare, o all'unanimità o a maggioranza di voti, il loro assenso alla scelta di colui che il Custode della Causa di Dio ha designato quale suo successore.
Le Mani della Causa di Dio devono essere nominate e designate dal Custode della Causa di Dio.
Tutti devono stare nella sua ombra e obbedire ai suoi comandi. Se qualcuno, in seno o fuori della compagnia delle Mani della Causa di Dio, disobbedisce o semina discordie, la collera e la vendetta di Dio cadranno su di lui, perché ha provocato una breccia nella vera Fede di Dio.
Il consesso delle Mani della Causa di Dio è sotto la direzione del Custode della Causa di Dio.
Egli deve continuamente spronarli a sforzarsi e a impegnare al massimo le loro capacità per diffondere i dolci aromi di Dio e guidare tutti i popoli del mondo, perché è la luce della Guida Divina che illumina tutto l'universo.»
(Testamento di `Abdu'l-Bahá)